# 彭博新聞社
彭博新聞社是全球最大的財經資訊公司，主要是提供經濟資訊的平台，總部位於美國紐約，提供世界各地的使用者使用其來交換資訊，它也提供權威性的經濟評論及觀點。

## 受衆

### 公眾
彭博新聞社提供資訊管道給一般大眾獲得經濟資訊，如其提供之各地電視台，主播會提供經濟方面的新知及投資訊息，也會有各地金融產業與經濟概況剖析。

### 公司團體
彭博新聞社提供經濟資訊給公司群及組織，包括各地產經資訊。

## 公開資訊
彭博新聞社提供多種方式供大眾了解其資訊包括有線電視頻道、網站及智能手機平台。

## 爭議

### 涉中国高官与富豪财产报道及网站被封锁
彭博新闻社在2012年6月29日刊出文章《习近平的百万富翁关系揭露精英财富》。报导披露，围绕即将接任中共中央总书记习近平的人坐拥许多财富，包括总值3.76亿美元的投资，拥有价值17.3亿美元的稀土公司18%的间接持股，还有2020万美元的上市科技公司控股。报导还指出，这些资产都无法直接追踪到习近平、彭丽媛或他们的女儿习明泽身上。
之后，彭博社网站以及其公司旗下杂志《彭博商业周刊》的网站都遭到中华人民共和国防火长城屏蔽。彭博社的网站域名被实施DNS污染，且“.bloomberg.com”和“.businessweek.com”字符串被加入防火长城的URL关键字列表。彭博社发言人泰崔培特（Ty Trippet）在发给法新社的电子邮件中坦承：“……我们相信，这是由于彭博新闻社星期五刊登的一则报导。”
美國之音、世界日報称，虽然中国可能屏蔽政治以及新闻网站，但为了经济着想，不会屏蔽商业网站。不过现在被屏蔽的彭博社及商业周刊，则是以报导商业信息为主的媒体。在2011年，提供商场专业人士交流的网站LinkedIn也遭中国短暂封锁。
2013年11月，《纽约时报》报道，据一些彭博员工透露，一篇耗费了他们大半年时光的调查性报道不会刊登，该报道细述了中国顶级富豪之一和本国一些最高领导人的家族之间隐秘的财富关系。
2020年12月，中國當局以“危害國家安全”為由，拘留彭博一名在北京辦事處工作的中國籍員工范若伊（Haze Fan）。中國駐歐盟使團13日回應稱，范若伊因涉嫌從事危害中國國家安全的犯罪活動，被北京市國家安全局依法採取強制措施。据台湾中央社报道，范若伊與早前因涉嫌危害國安遭拘的CGTN澳籍主播成蕾是好友，兩宗案件可能有關聯性。

### 植入恶意芯片的报道失实

彭博社文章称这个芯片可以“发起黑客攻击”

2018年10月4日，彭博商业周刊报导中国在一些美国科技产品中植入恶意芯片，而广受其他媒体转载与讨论。其中苹果、亚马逊和超微均公开表示彭博报道失实，发布长文反驳彭博社的报道；苹果公司除去电该媒体澄清外，并于同年10月19号首次要求撤回报导，一些记者如纽约时报的Nicole Perlroth与华尔街日报记者Dustin Volz提出质疑，稱无从跟进证实该报导之真实性，要求彭博进一步提供更多信息佐证。
10月9日，VICE发布了采访涉事消息人士的文章，文中消息人士表示，称自己当初接受彭博社的采访时仅仅提出了“一种假设”，但却被对方“当作事实”写进了文章。涉事人告诉VICE，虽然存在理论可能，但是可能性很小根本不切实际，而且接受采访后彭博社没有派人核实消息的真伪。
据科技媒体“品玩”报道，包括行业从业者与自媒体在内的网民发现，彭博社称“既有大量处理能力，又可以联网，还自带内存的攻击芯片”实际上是单价1.15元人民币的2.4G蓝牙天线滤波器。

### 资讯报导失误
2019年12月16日，法国市场监管机构AMF宣布对彭博社处以500万欧元的罚款，原因是该公司于2016年11月发布了与建筑集团Vinci有关的新闻稿骗局之前，未对其资讯进行验证。
2016年11月22日，包括彭博社在内的多家媒体根据镜像网站上称是建筑集团（Vinci）发布的新闻稿，声明称该集团将修改其2015年和2016年上半年的会计账户并解雇其首席财务官之后，Vinci集团的股价一度下跌多达18％，该公司市值一度蒸发掉60亿欧元。之后该镜像网站再公布称是Vinci集团否认的新闻稿，这比Vinci集团真正要公布的新闻稿还早。彭博社之后否认该报告并表示是假新闻。Vinci集团的股票之后很快反弹，并在彭博社声明之后向AMF提出法律诉讼。
彭博新闻社发言人表示：「彭博社也是这起诈骗案的受害者，我们感到遗憾的是，AMF没有发现并惩罚诈骗的肇事者，而是选择对正在尽最大努力报道显然具有新闻价值的信息的新闻媒体进行惩罚，对此感到深表遗憾。」并表示提出上诉。而对于AMF而言，对媒体集团处以罚款是很罕见的。

### 彭博社与中国的关系
中国媒体宣称要加强与外媒的交流，借助境外媒体“传播好中国声音”，“参透讲好中国故事的道”。
2021年4月12日， 彭博社记者团“走进井冈山感受红色基因”,“听基层党员讲述传承红色基因的故事”。
2021年5月18日，美国极右翼布赖特巴特新闻网主编亚历克斯·马洛的新书《爆料：揭露建制派媒体的秘密交易和腐败》（Breaking the News：Exposing the Establishment Media’s Hidden Deals and Secret Corruption），指控该媒体的老板布隆伯格作为在民主党內有意角逐总统的人选、巨额捐款者以及媒体政治中强大的参与者，和其新闻集团的高层人员经常与中国的高官和宣传人员会面；书中披露，彭博社是中国境内金融数据的最大的外国传播者之一，他们要向中国国务院新闻办公室（SCIO）申请许可，并向北京高官示好，以获得每两年更新一次的彭博社许可证。《华盛顿邮报》也称：布隆伯格“最大的弱点在中国”。

### 彭博社全球抗疫排名爭議
2021年6月28日，彭博社發佈新一起全球抗疫排行榜，美國首度登上第一位，排行榜評分被中國中央電視台批評是刻意修改評分標準，為美國量身定做一套有利的標準讓美國上榜首。中國外交部發言人趙立堅亦質疑彭博社為了達到美國第一的結果，將以往排名中的確診病例和死亡人數等要素刪除掉，並將執行封鎖和出入境防疫管理政策視為負面因素，趙對此表示「這既不符合事實，也不尊重科學，更不尊重生命」。而全球抗疫排行榜被指出是由彭博社的香港記者製作。

### “俄罗斯入侵乌克兰”假新闻事件
2022年2月4日下午，美国媒体彭博新闻社网站首页出现了一则标题为《直播：俄罗斯入侵乌克兰》（Live: Russia Invades Ukraine）的新闻。该新闻至少在网站上挂了30分钟后才被删除，彭博社不久后发布道歉声明，称是“意外发布”。